# Hassan Ameen
Hassan Ameen (Arabic:حسن أمين) (sinh ngày 13 tháng 6 năm 1985) là một cầu thủ bóng đá người Các Tiểu vương quốc Ả Rập Thống nhất. Hiện tại anh thi đấu cho Al-Fujairah.